# Sigh No More
Sigh No More ist das Debütalbum der englischen Folk-Band Mumford & Sons. Es wurde im Oktober 2009 veröffentlicht.

## Rezeption
Sigh No More wurde von den Kritikern unterschiedlich aufgenommen:
Pitchfork Media verreißt das Album mit einer Bewertung von nur 2.1 von 10 Punkten. Bei AllMusic erhielt das Album hingegen mit drei von fünf Punkten eine durchschnittliche Bewertung.
Auch bei laut.de gibt es eine relativ positive Bewertung mit dem Fazit: „Wie so oft, verliert auch diese Scheibe nach hinten raus ein wenig an Spannung und Drive. Ideen wiederholen sich, die anfängliche Begeisterung lässt nach. Und doch bleibt zu konstatieren: ein tolles Debüt.“
In der deutschen Musikzeitschrift Visions erhält Sigh No More im Schnitt aus zehn Bewertungen die Note 7,8 von 12. Daniel Gerhardt schreibt in seiner ausführlichen Bewertung etwa: „Sie graben ihre Songs unter einem Traditionsbewusstsein aus, das Country, Folk und Rootsrock verinnerlicht hat, ohne sich ihnen verpflichtet zu fühlen. Und sie überführen sie immer wieder in eine Hysterie, mit der man Squaredance-Weltmeister werden könnte. „Little Lion Man“ fliegt da als erste Single und bestes Stück des Albums voraus.“
Der Durchschnitt bei Metascore des Albums liegt bei 68 (von 100) und somit im „allgemein empfehlenswerten“ Bereich. Bei Plattentests.de wurde das Album bei Lesern wie Kritikern Album des Jahres 2009.

## Titelliste
1. Sigh No More – 3:27
2. The Cave – 3:37
3. Winter Winds – 3:39
4. Roll Away Your Stone – 4:23
5. White Blank Page – 4:14
6. I Gave You All – 4:20
7. Little Lion Man – 4:06
8. Timshel – 2:53
9. Thistle & Weeds – 4:49
10. Awake My Soul – 4:15
11. Dust Bowl Dance – 4:43
12. After the Storm – 4:07
13. Hold On to What You Believe – 4:08 (Bonustrack)

## Beteiligte Musiker
- Marcus Mumford – Gesang, Gitarre, Schlagzeug, Mandoline
- Winston Marshall (Country Winston) – Gesang, Banjo, Dobro
- Ben Lovett – Gesang, Keyboard, Orgel
- Ted Dwane – Gesang, Kontrabass
- Nick Etwell – Trompete, Flügelhorn
- Pete Beachill – Posaune
- Nell Catchpole – Geige, Viola
- Christopher Allan – Cello
- Markus Dravs – Produktion
- Tom Hobden – Streicher-Parts auf Lied Nummer 5
- François Chevallier – Engineering
- Samuel Navel – Assistant Engineering
- Ruadhri Cushnan – Mixing
- Bob Ludwig – Mastering

## Kommerzieller Erfolg

### Chartplatzierungen
Sowohl das Album als auch die drei ausgekoppelten Singles haben vordere Platzierungen – insbesondere in den britischen Charts – erzielt. So befand sich das Album 215 Wochen in den UK Charts und hat es in Irland, Neuseeland und Australien bis auf Rang 1 geschafft.
| ChartsChartplatzierungen       | Höchstplatzierung | Wochen |
| ------------------------------ | ----------------- | ------ |
| Deutschland (GfK)              | 29 (71 Wo.)       | 71     |
| Österreich (Ö3)                | 26 (54 Wo.)       | 54     |
| Schweiz (IFPI)                 | 21 (26 Wo.)       | 26     |
| Vereinigte Staaten (Billboard) | 2 (222 Wo.)       | 222    |
| Vereinigtes Königreich (OCC)   | 2 (215 Wo.)       | 215    |

| ChartsJahrescharts (2010)      | Platzierung |
| ------------------------------ | ----------- |
| Vereinigte Staaten (Billboard) | 83          |
| Vereinigtes Königreich (OCC)   | 10          |

| ChartsJahrescharts (2011)      | Platzierung |
| ------------------------------ | ----------- |
| Vereinigte Staaten (Billboard) | 8           |
| Vereinigtes Königreich (OCC)   | 27          |

| ChartsJahrescharts (2012)      | Platzierung |
| ------------------------------ | ----------- |
| Vereinigte Staaten (Billboard) | 29          |
| Vereinigtes Königreich (OCC)   | 49          |

| ChartsJahrescharts (2013)      | Platzierung |
| ------------------------------ | ----------- |
| Vereinigte Staaten (Billboard) | 52          |
| Vereinigtes Königreich (OCC)   | 63          |

### Auszeichnungen für Musikverkäufe
In Großbritannien erhielt das Album Sechsfach-Platin und in Australien Vierfach-Platin.
| Land/Region                  | Auszeichnungen für Musikverkäufe (Land/Region, Auszeichnung, Verkäufe) | Verkäufe    |
| ---------------------------- | ---------------------------------------------------------------------- | ----------- |
| Australien (ARIA)            | 4× Platin                                                              | 280.000     |
| Belgien (BRMA)               | Platin                                                                 | 30.000      |
| Dänemark (IFPI)              | Platin                                                                 | 20.000      |
| Deutschland (BVMI)           | 3× Gold                                                                | 300.000     |
| Europa (IFPI)                | 2× Platin                                                              | (2.000.000) |
| Italien (FIMI)               | Gold                                                                   | 25.000      |
| Kanada (MC)                  | 2× Platin                                                              | 160.000     |
| Neuseeland (RMNZ)            | 4× Platin                                                              | 60.000      |
| Niederlande (NVPI)           | Gold                                                                   | 25.000      |
| Norwegen (IFPI)              | Gold                                                                   | 5.000       |
| Österreich (IFPI)            | Platin                                                                 | 20.000      |
| Vereinigte Staaten (RIAA)    | 3× Platin                                                              | 3.000.000   |
| Vereinigtes Königreich (BPI) | 6× Platin                                                              | 1.800.000   |
| Insgesamt                    | 3× Gold · 24× Platin ·                                                 | 5.725.000   |